# Klausenerplatz

Lauchhammerpumpe auf dem Klausenerplatz um 1900 (Berliner Briefmarke von 1983)

Der Klausenerplatz ist ein Berliner Platz nahe dem Schloss Charlottenburg. Er wird flankiert vom Spandauer Damm sowie der Gardes-du-Corps-, Danckelmann- und Neufertstraße. Nach dem Platz ist die gleichnamige Ortslage im Ortsteil Charlottenburg (Bezirk Charlottenburg-Wilmersdorf) benannt, die mitunter auch als Danckelmannkiez bezeichnet wird und die sich südlich vom Platz erstreckt.

## Lage und Planungsraum
Hier leben rund 15.000 Menschen. Die Ortslage wird von folgenden Straßen begrenzt:
- Spandauer Damm,
- Sophie-Charlotten-Straße,
- Kaiserdamm und
- Schloßstraße.

Mit dem Planungsinstrument der Lebensweltlich orientierten Räume (LOR) wurde der Berliner Stadtraum auf Ebene der Bezirke gegliedert. Als Planungsraum 16 ist der Klausenerplatz im Bezirk Charlottenburg-Wilmersdorf (04) angelegt. Die Gliederung der Ebene 3 ist der Prognoseraum CW3 mit dem Schlüssel 03 und in Ebene 2 wurde die Bezirksregion „Schloß Charlottenburg“ mit dem Schlüssel 04 geschaffen. So ist der Planungsraum Klausenerplatz mit „04030416“ charakterisiert. Damit besteht die Möglichkeit für dieses Gebiet, die Daten zu Einwohnern und ähnlichen Daten als Grundlage von Planungen zu ermöglichen. Die Sozialdaten sind als Kiezatlas im Internet öffentlich zugänglich. Die Flächengröße ist mit 478.698 m² aufgeführt, davon sind 85.223 m² Straßenland, insbesondere 34.406 m² Verkehrsflächen. Für Wohnnutzung werden 234.575 m² bestimmt also 49 % des Planungsraums. Weitere Nutzungskategorien sind Mischnutzung (71.602 m²), Gemeinbedarfs- und Sondernutzungen (19.032 m²) und Flächen für Gewerbe-, Industrienutzung und großflächigen Einzelhandel (16.151 m²) und dazu gibt es 17.709 m² für Park und Grünflächen. Kategorien wie Grün-/Ackerland, Friedhof, Kleingarten, Brachflächen oder Gewässer werden in dieser Aufstellung der Flächennutzungen nicht ausgegeben.

## Geschichte des Klausenerplatzes
Der Platz war von 1844 bis 1889 zunächst ein Reitplatz der Garde du Corps aus den Kasernen gegenüber dem Charlottenburger Schloss. Nach dem Bebauungsplan von James Hobrecht aus dem Jahr 1862 sollte er ein – von städtischer Bebauung umgebener – Schmuckplatz werden. Nach der Aufgabe des Reitplatzes erhielt er 1887 den Namen des Prinzen Friedrich Karl Nikolaus von Preußen, der sich im Krieg gegen Frankreich 1870/1871 ausgezeichnet hatte, und wurde als Schmuckplatz gestaltet. Der 1893 ausgeführte Entwurf dürfte vom Stadtgarteninspektor Ludwig Neßler gestammt haben. Ringsum wurden Linden gepflanzt, zwei Diagonalwege machten ihn übersichtlich und verkehrsfreundlich. Auf der Westseite blieb ein Marktplatz frei, auf dem auch eine Bedürfnisanstalt erbaut wurde. Auf der Ostseite wurde ein Unterstand – umgeben von Bänken – errichtet. Schaupflanzungen auf dem Rasen dienten dem Repräsentationsbedürfnis.
Zwischen 1921 und 1922 gestaltete Erwin Barth den Friedrich-Karl-Platz um. Er hob die Diagonalwege auf, um in der Mitte „eine genügend große Spielfläche, abgeschieden vom Verkehr“ zu schaffen, wie er schrieb. An die früheren Diagonalwege erinnern aber noch die kurzen Wegeabschnitte, die von den Platzecken zu den erhöhten Sitzplätzen führen, von denen man den Platz überblicken kann. Diese Plätze sind durch Säulenpappeln betont, die den Raum, wie Barth sagte, „charaktervoll beleben“. Wie bei seinen meisten Stadtplätzen trennte Barth Ruhezonen von Kinderspielzonen. Der Pflanzplan für die vier Meter breiten Blumenrabatten wurde 1927 in dem Buch Unsere Freiland-Stauden von Ernst Graf Silva-Tarouca und Camillo Schneider veröffentlicht.
In den Jahren 1931 und 1932 wurde an der Südseite die Kirche St. Kamillus erbaut.
In der südlichen Platzhälfte entstand 1940/1941 ein Luftschutzbunker. Der Spielplatz wurde auf dem Dach des Bunkers neu angelegt, wo er sich bis 1986 befand. Ein Entwurf aus dem Büro des Berliner Gartendirektors Josef Pertl aus dem Jahr 1941 sah eine durchaus überzeugende Umgestaltung des ganzen Platzes unter Einbeziehung des Bunkers vor, kam aber nicht zur Ausführung. Die nördliche Platzhälfte verblieb vielmehr in der von Barth gegebenen Gestalt.
Zwischen 1948 und 1950 wurde der Platz durch den Gartenamtsleiter Walter Hilzheimer in dem Zustand von 1941 erneuert. 1950 wurde der Platz nach dem von den Nationalsozialisten ermordeten Führer der Katholischen Aktion in Berlin, Erich Klausener, benannt. 1954 führte das Gartenbauamt einige Erneuerungen durch, die aber die Gestalt nicht grundlegend änderten. Ein Plan zur Umgestaltung aus dem Jahre 1969 wurde nicht verwirklicht. 1986 begann die Abräumung des Bunkers, gefolgt bis 1988 von der Wiederherstellung des Platzes nach dem Entwurf von Barth.
Im Jahr 1987 eröffnete am Klausenerplatz 19 das erste Geburtshaus Deutschlands, das 2007 vom Klausenerplatz auf das nahegelegene Gelände des DRK Westend verlegt wurde. In demselben Gebäude befindet sich ab 1977 das freie Theater Freie Theateranstalten. Die Künstlerateliers der bildenden Künstler der Fabrik K19 bekamen 2009 eine Räumungsklage und mussten das Gebäude verlassen, während es den Freien Theateranstalten vorerst gelang, eine Räumung gerichtlich zu verhindern.

## Klausenerplatz-Kiez
Im Vergleich zu vielen anderen Bereichen Charlottenburgs hat das Gebiet um den Klausenerplatz den Zweiten Weltkrieg mit seiner um 1900 entstandenen Bebauung relativ unbeschadet überstanden. 1963 wurde das Gebiet als Sanierungsgebiet ausgewiesen. Die Ergebnisse eines 1972–1974 durchgeführten Sanierungswettbewerbes sahen vor, bei weitgehendem Erhalt der Vorderhäuser die Blockinnenbereiche mit den typischen Berliner Hinterhöfen zu entkernen und Baulücken im historischen baulichen Kontext zu schließen.
Die erste Berliner Mieterinitiative wurde 1973 mit dem Ziel einer stärkeren Berücksichtigung der Belange und Forderungen der Bewohner unter dem Motto „Sanierung ohne Verdrängung“ gegründet. Hieraus resultierte das Modellprojekt „Behutsame Stadterneuerung“ im Block 118 des Architekten und Stadtplaners Hardt-Waltherr Hämer. Das Modellprojekt des Hämer-Blocks erlangte 1975 im Rahmen des Europäischen Denkmalschutzjahres große Aufmerksamkeit. In den darauffolgenden Jahren wurde die „Behutsame Stadterneuerung“ zum Leitbild für die weiteren Sanierungsmaßnahmen im Klausenerplatz-Kiez. Allerdings waren einige Projekte bereits ausgeführt worden, deren Planung begonnen hatte, nachdem das Quartier als Sanierungsgebiet ausgewiesen wurde, aber bevor die Bürgerinitiative begonnen hatte – so zum Beispiel das Seniorenwohnhaus von Heiner Moldenschardt in der Schloßstraße aus den Jahren 1967–1969. Auch fanden bereits Abrisse in den Blockinneren statt. Die Hinwendung zur „Behutsamen Stadterneuerung“ erfolgte nicht schlagartig, sondern Stück für Stück. Auch Hausbesetzungen waren noch bis zu Beginn der 1980er Jahre Teil des Modernisierungsprozesses.
Im Haus Sophie-Charlotten-Straße 88 wohnte der Zeichner und Fotograf Heinrich Zille.